# Mühlhausen (Schiff)
Die Mühlhausen war ein Minentaucherboot der Deutschen Marine.
Sie wurde am 30. Juni 1966 bei der Burmester Werft in Bremen vom Stapel gelassen und auf den Namen Walther von Ledebur getauft. Das Schiff war der Prototyp für eine neue Klasse von Hochseeminensuchbooten. Nachdem man sich gegen den Bau der neuen Klasse entschieden hatte, wurde die Walther von Ledebur ab 1967 mit einer zivilen Besatzung als Erprobungsboot für die Wehrtechnische Dienststelle eingesetzt. 1994 wurde sie außer Dienst gestellt.
Noch im selben Jahr entschied sich die Deutsche Marine, die Walther von Ledebur zum Minentaucherboot umbauen zu lassen und als Ersatz für das Minentaucherboot Stier in Dienst zu stellen. Der Umbau erfolgte 1994/95 auf der Peene-Werft in Wolgast. Am 6. April 1995 wurde die Walther von Ledebur unter dem Namen Mühlhausen (M 1052) in Dienst gestellt. Von nun an war das Schiff mit einer militärischen Besatzung bemannt und der Waffentauchergruppe in Eckernförde unterstellt. Die Mühlhausen wurde als Ausbildungsschiff für die Minentaucher eingesetzt, diente aber auch als Einsatzschiff.
Im Sommer 2003 wurden die Waffentaucher, und mit ihnen auch die Mühlhausen im Rahmen der Umstrukturierung der Bundeswehr den neu gegründeten Spezialisierten Einsatzkräften Marine (SEKM) unterstellt.
Die Mühlhausen (Klasse 742A) verfügte über einen Rumpf aus Mahagoni in geleimter Holzbauweise (d. h. ohne Schrauben oder Bolzen). Sie war bis zu ihrer Außerdienststellung weltweit das größte Kriegsschiff in dieser Bauweise, das noch im aktiven Dienst stand. Sie wurde am 20. Juni 2007 in Wilhelmshaven außer Dienst gestellt. Ihre Nachfolge traten die ehemalige Minenjagdboote Rottweil und Bad Rappenau der Frankenthal-Klasse an, die jetzt als Minentaucher-Einsatzboote der Klasse 332B ihren Dienst im 3. Minensuchgeschwader in Kiel verrichten.